# Charlotte Rampling
Tessa Charlotte Rampling (Sturmer, 5 febbraio 1946) è un'attrice britannica.

## Biografia

### Primi anni
È figlia di Godfrey Rampling, ex-atleta (vincitore di medaglie alle Olimpiadi del 1932 e del 1936), ufficiale dell'esercito, e di Anne Gurteen, pittrice. Per via della professione di suo padre, trascorre l'infanzia tra la Francia, l'Inghilterra e Spagna.
Completa a Londra le scuole superiori. Già a 13 anni si esibisce nei pub con la sorella Sarah in piccoli show canori. Per qualche mese vive a Madrid dove frequenta le scuole superiori, che presto abbandona per unirsi a una band canadese, in cui canta e suona la chitarra. Segue anche un corso di segretaria e lavora come tale.  Nel 1963 inizia la professione di indossatrice e modella.

### I primi lavori al cinema
Debutta nel cinema con un piccolissimo ruolo in Non tutti ce l'hanno (1965), film di Richard Lester vincitore della Palma d'oro al festival di Cannes. Viene notata da Roman Polański, che ne intuisce le qualità e la vorrebbe in Cul-de-sac, ma lei ha già firmato un contratto per Otto facce di bronzo e deve rinunciare; il ruolo verrà assegnato a Jacqueline Bisset.
Nel 1966 inizia un periodo non particolarmente felice della sua vita: la sorella Sarah, dopo aver dato alla luce un bambino prematuro, si suicida. Charlotte e suo padre decidono di tenere la madre all'oscuro di questo particolare e dichiareranno sempre che la morte di Sarah era dovuta a un'emorragia cerebrale. Solo nel 2001, alla morte della madre, Charlotte rivela alla stampa questa verità.

### Il cinema italiano
All'epoca, la giovane attrice decide di dedicarsi per circa un anno alla meditazione e allo studio delle religioni orientali, ritirandosi in un monastero in Scozia. Nel 1968, appena ventiduenne, viene chiamata in Italia per un ruolo secondario ne La caduta degli dei (1969). Il regista Luchino Visconti, pur consapevole della differenza tra l'età dell'attrice e il ruolo da interpretare, le affida la parte di una madre trentasettenne che viene deportata, assieme ai suoi due bambini, in un campo di concentramento.
La consacrazione a livello internazionale arriva però con un altro film italiano, Il portiere di notte (1974) di Liliana Cavani, in cui veste i panni di una ebrea perseguitata durante il nazismo. La sua immagine con il berretto lucido da ufficiale delle Schutzstaffel, lunghi guanti di pelle nera e le bretelle sopra il seno nudo fa il giro del mondo, ma la Rampling rifugge dall'improvvisa popolarità di quel ruolo, temendo di essere imprigionata sotto un'etichetta di "regina della perversione".
È di questi anni il suo ménage à trois con il fotografo Randall Lawrence e il suo migliore amico, l'agente pubblicitario Brian Southcombe, che nel 1972 sposa e da cui ha un figlio, Barnaby, oggi regista televisivo. Il matrimonio finisce quattro anni dopo. Nel 1977 al Festival di Cannes incontra il compositore francese Jean-Michel Jarre, che sposa l'anno successivo; dal matrimonio nascono altri due figli.

### Gli anni recenti
Negli anni novanta, se si eccettua qualche rara apparizione cinematografica, si dedica soprattutto alla televisione, per tornare sul grande schermo nel nuovo decennio. Tra i suoi ultimi film si segnalano i due diretti da François Ozon: Sotto la sabbia (2000) e Swimming Pool (2003) che le valgono varie candidature a premi come il Cèsar e l'European Film Award e, nel 2003, la vittoria di quest'ultimo. Nel 2013 interpreta il ruolo della neuropsichiatra Evelyn Vogel nella nota serie americana Dexter, dal nome dell'omonimo serial killer di cui sarà la coprotagonista.
Nel 2015 vince l'Orso d'argento per la migliore attrice al Festival di Berlino con 45 anni di Andrew Haigh, al fianco di Tom Courtenay (anch'egli premiato come migliore attore). Il film, che tratta di una crisi coniugale dopo quarantacinque anni di matrimonio, è un successo di critica che permette all'attrice di venire candidata ad altri premi importanti: agli European Film Awards 2015 vince il secondo premio come migliore attrice europea, oltre a quello alla carriera e viene candidata ai premi Oscar 2016 come migliore attrice protagonista. Ha inoltre vinto la Coppa Volpi per la migliore interpretazione femminile al Festival di Venezia 2017 per il film Hannah.

## Filmografia

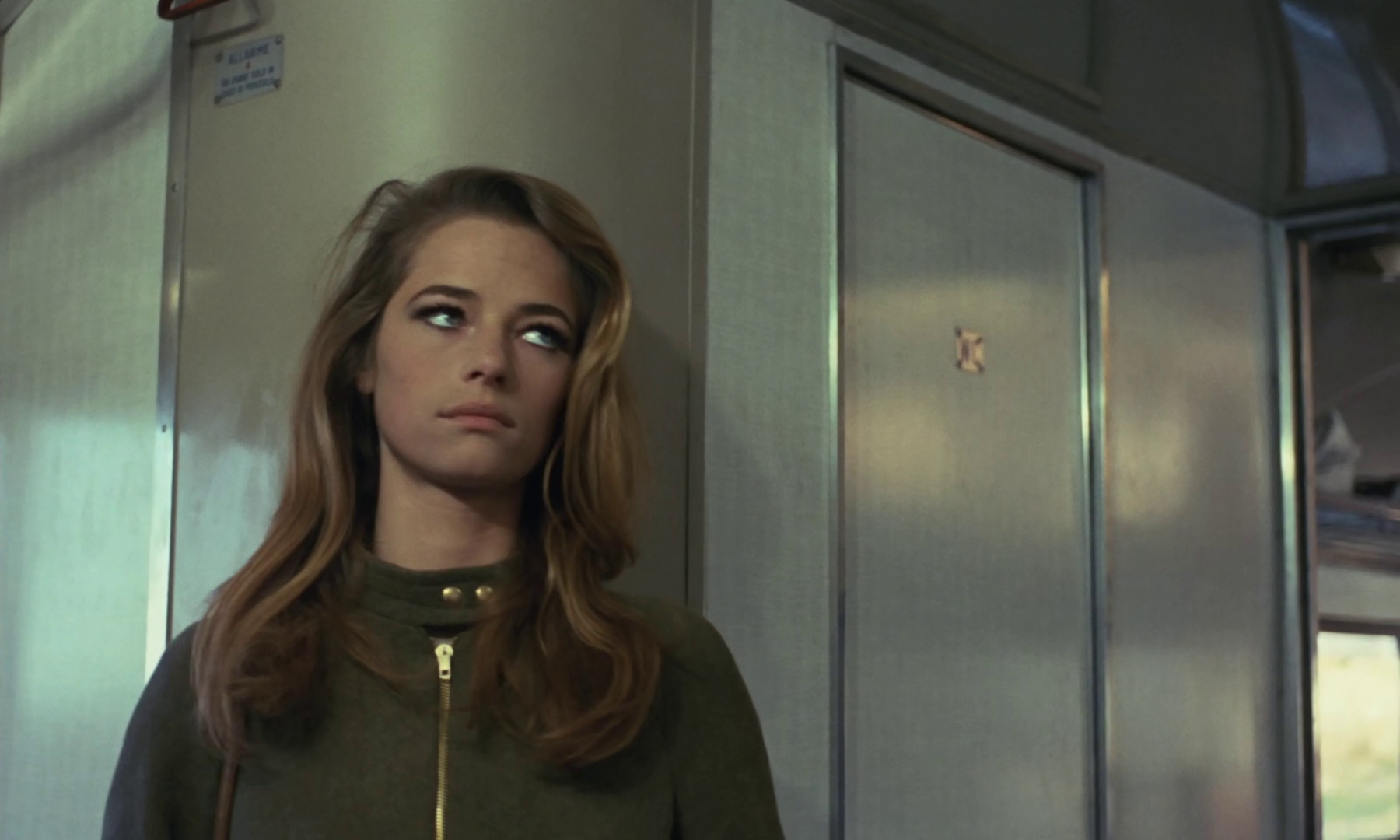
Charlotte Rampling in Sequestro di persona (1968)

### Cinema
- Tutti per uno (A Hard Day's Night), regia di Richard Lester (1964) - non accreditata
- Non tutti ce l'hanno (The Knack… and How to Get It), regia di Richard Lester (1965) - non accreditata
- Otto facce di bronzo (Rotten to the Core), regia di John Boulting (1965)
- Georgy, svegliati (Georgy Girl), regia di Silvio Narizzano (1966)
- Il lungo duello (The Long Duel), regia di Ken Annakin (1967)
- Sequestro di persona, regia di Gianfranco Mingozzi (1968)
- Bersaglio umano (Target: Harry), regia di Roger Corman (1969)
- Noi tre soltanto (Three), regia di James Salter (1969)
- La caduta degli dei, regia di Luchino Visconti (1969)
- Punto zero (Vanishing Point), regia di Richard C. Sarafian (1971) - scene tagliate
- Addio fratello crudele, regia di Giuseppe Patroni Griffi (1971)
- Relazione intima (The Ski Bum), regia di Bruce Clark (1971)
- Corky, regia di Leonard Horn (1972)
- La morte dietro il cancello (Asylum), regia di Roy Ward Baker (1972) - episodio "Lucy Comes To Stay"
- Enrico VIII: tutte le donne del re (Henry VIII and His Six Wives), regia di Waris Hussein (1972)
- Giordano Bruno, regia di Giuliano Montaldo (1973)
- Zardoz, regia di John Boorman (1974)
- Il portiere di notte, regia di Liliana Cavani (1974)
- Il giorno del toro (Caravan to Vaccares), regia di Geoffrey Reeve (1974)
- Un'orchidea rosso sangue (La Chair de l'orchidée), regia di Patrice Chéreau (1975)
- Yuppi du, regia di Adriano Celentano (1975)
- Marlowe, il poliziotto privato (Farewell, My Lovely), regia di Dick Richards (1975)
- Foxtrot, regia di Arturo Ripstein (1976)
- Un taxi color malva (Un Taxi mauve), regia di Yves Boisset (1977)
- L'orca assassina (Orca – Killer Whale), regia di Michael Anderson (1977)
- Stardust Memories, regia di Woody Allen (1980)
- Il verdetto (The Verdict), regia di Sidney Lumet (1982)
- Viva la vita (Vive la vie), regia di Claude Lelouch (1984)
- Shocking Love (On ne meurt que deux fois), regia di Jacques Deray (1985)
- La tristezza e la bellezza (Tristesse et beauté), regia di Joy Fleury (1985)
- Max amore mio (Max mon amour), regia di Nagisa Ōshima (1986)
- Angel Heart - Ascensore per l'inferno (Angel Heart), regia di Alan Parker (1987)
- Mascara, regia di Patrick Conrad (1987)
- D.O.A. - Dead on Arrival (D.O.A.), regia di Annabel Jankel e Rocky Morton (1988)
- Paris by Night, regia di David Hare (1988)
- Rebus regia di Massimo Guglielmi (1989)
- Tra l'incudine e il martello (Hammers Over the Anvil), regia di Ann Turner (1993)
- Time Is Money, regia di Paolo Barzman (1994)
- Asphalt Tango, regia di Nae Caranfil (1996)
- Violenza privata (Invasion of Privacy), regia di Anthony Hickox (1996)
- Le ali dell'amore (The Wings of the Dove), regia di Iain Softley (1997)
- Ring: The Legend of the Nibelungen (1999) - videogioco, solo voce
- The Cherry Orchard, regia di Michael Cacoyannis (1999)
- Signs & Wonder, regia di Jonathan Nossiter (2000)
- Hommage à Alfred Lepetit, regia di Jean Rousselot – cortometraggio (2000)
- Aberdeen, regia di Hans Petter Moland (2000)
- Sotto la sabbia (Sous le sable), regia di François Ozon (2000)
- Il quarto angelo (The Fourth Angel), regia di John Irvin (2001)
- Superstition, regia di Kenneth Hope (2001)
- Spy Game, regia di Tony Scott (2001)
- Baciate chi vi pare (Embrassez qui vous voudrez), regia di Michel Blanc (2002)
- I'll Sleep When I'm Dead, regia di Mike Hodges (2003)
- Swimming Pool, regia di François Ozon (2003)
- Caccia all'uomo (The Statement), regia di Norman Jewison (2003)
- Immortal Ad Vitam (Immortel ad vitam), regia di Enki Bilal (2004)
- Jerusalemski sindrom, regia di Dominik e Jakov Sedlar (2004)
- Le chiavi di casa, regia di Gianni Amelio (2004)
- Charlotte, regia di Steve McQueen – cortometraggio (2004)
- Due volte lei (Lemming), regia di Dominik Moll (2005)
- Verso il sud (Vers le sud), regia di Laurent Cantet (2005)
- Basic Instinct 2, regia di Michael Caton-Jones (2006)
- Désaccord parfait, regia di Antoine de Caunes (2006)
- Angel - La vita, il romanzo (Angel), regia di François Ozon (2007)
- Il caos da Ana (Caótica Ana), regia di Julio Medem (2007)
- Sex List - Omicidio a tre (Deception), regia di Marcel Langenegger (2008)
- Babylon A.D., regia di Mathieu Kassovitz (2008)
- La duchessa (The Duchess), regia di Saul Dibb (2008)
- Sonnet, regia di Boris Zaborov – cortometraggio (2008)
- Le Bal des actrices, regia di Maïwenn (2009)
- Quelque chose à te dire, regia di Cécile Telerman (2009)
- Tradire è un'arte - Boogie Woogie (Boogie Woogie), regia di Duncan Ward (2009)
- La femme invisible (d'après une histoire vraie), regia di Agathe Teyssier (2009)
- Perdona e dimentica (Life During Wartime), regia di Todd Solondz (2009)
- StreetDance 3D, regia di Max Giwa e Dania Pasquini (2010)
- Non lasciarmi (Never Let Me Go), regia di Mark Romanek (2010)
- Rio Sex Comedy, regia di Jonathan Nossiter (2010)
- StreetDance: The Moves, regia di Tracey Larcombe (2010) - video
- I colori della passione (The Mill and the Cross), regia di Lech Majewski (2011)
- Melancholia, regia di Lars von Trier (2011)
- The Eye of the Storm, regia di Fred Schepisi (2011)
- Sonny, regia di James Burrough e Ashley Kinser – cortometraggio (2011)
- I, Anna, regia di Barnaby Southcombe (2012)
- Cleanskin, regia di Hadi Hajaig (2012)
- Ghost Recon: Alpha, regia di François Alaux ed Hervé de Crécy – cortometraggio (2012)
- Tutto parla di te, regia di Alina Marazzi (2012)
- Treno di notte per Lisbona (Night Train to Lisbon), regia di Bille August (2013)
- Giovane e bella (Jeune et Jolie), regia di François Ozon (2013)
- The Sea, regia di Stephen Brown (2013)
- Le dos rouge, regia di Antoine Barraud (2014) - solo voce
- The Forbidden Room, regia di Guy Maddin ed Evan Johnson (2015)
- 45 anni (45 Years), regia di Andrew Haigh (2015)
- GivingTales, regia di Klaus Lovgreen (2015) - videogioco, solo voce
- Seances, regia di Guy Maddin – cortometraggio (2016)
- Sculpt, regia di Loris Gréaud (2016)
- Assassin's Creed, regia di Justin Kurzel (2016)
- L'altra metà della storia (The Sense of an Ending), regia di Ritesh Batra (2017)
- Hannah, regia di Andrea Pallaoro (2017)
- Euphoria, regia di Lisa Langseth (2017)
- Red Sparrow, regia di Francis Lawrence (2018)
- Amanti & tradimenti (Voyez comme on danse), regia di Michel Blanc (2018)
- L'ospite (The Little Stranger), regia di Lenny Abrahamson (2018)
- Waiting for the Miracle to Come, regia di Lian Lunson (2018)
- Ergastirio dilimmaton, regia di Giorgos Drivas – cortometraggio (2019)
- Last Words, regia di Jonathan Nossiter (2020)
- Saint Laurent - Summer of '21, regia di Gaspar Noé (2020) - video
- È andato tutto bene (Tout s'est bien passé), regia di François Ozon (2021)
- Benedetta, regia di Paul Verhoeven (2021)
- Juniper, regia di Matthew J. Saville (2021)
- Dune, regia di Denis Villeneuve (2021)
- Dune - Parte due (Dune: Part Two), regia di Denis Villeneuve (2024)

### Televisione
- Five More – serie TV, 1 episodio (1966)
- Sir Arthur Conan Doyle – serie TV, 1 episodio (1967)
- Agente speciale (The Avengers) – serie TV, 1 episodio (1967)
- Theatre 625 – serie TV, 1 episodio (1967)
- Zinotchka – cortometraggio TV (1972)
- Full House – serie TV, 1 episodio (1972)
- Sherlock Holmes a New York (Sherlock Holmes in New York) – film TV (1976)
- BBC Play of the Month – serie TV, 1 episodio (1983)
- La femme abandonnée – film TV (1992)
- Screen One – serie TV, 1 episodio (1994)
- La marcia di Radetzky (Radetzkymarsch) – miniserie TV, 2 episodi (1994)
- Samson le magnifique – film TV (1995)
- La dernière fête – film TV (1996)
- Great Expectations – film TV (1999)
- My Uncle Silas – serie TV, 1 episodio (2001)
- Imperium: Augusto – film TV (2003)
- Le grand restaurant – serie TV, 1 episodio (2010)
- Fred Vargas: Crime Collection (Collection Fred Vargas) – serie TV, 2 episodi (2009-2010)
- The End – cortometraggio TV (2011)
- Restless – film TV (2012)
- Dexter – serie TV, 10 episodi (2013)
- Broadchurch – serie TV, 8 episodi (2015)
- London Spy – miniserie TV, 2 episodi (2015)
- I Love You Coiffure – film TV (2020)
- DNA – serie TV, 14 episodi (2019-2023)

## Riconoscimenti
- Festival di Berlino
  - 2015 – Orso d'argento per la migliore attrice per 45 anni
  - 2019 – Orso d’Oro alla carriera

- Mostra internazionale d'arte cinematografica di Venezia
  - 2017 – Coppa Volpi per la migliore interpretazione femminile per Hannah

- European Film Awards
  - 2003 – Miglior attrice per Swimming Pool
  - 2015 – Premio alla carriera
  - 2015 – Miglior attrice per 45 anni

- Premio César
  - 2001 – Premio César onorario

- Premio Oscar
  - 2016 – Candidatura alla miglior attrice per 45 anni

## Doppiatrici italiane
Nelle versioni in italiano dei suoi lavori, Charlotte Rampling è stata doppiata da:
- Vittoria Febbi ne Il portiere di notte, Marlowe, il poliziotto privato, Yuppi du, L'orca assassina, Un taxi color malva, D.O.A. - Dead on Arrival, Un piccolo grande eroe, Melancholia, Giovane e bella, L'altra metà della storia, Hannah, L'ospite
- Melina Martello in Sequestro di persona, La caduta degli dei, Il quarto angelo, Basic Instinct 2, 45 anni, Assassin's Creed, Red Sparrow, È andato tutto bene, Benedetta, Dune, Dune - Parte due
- Maria Pia Di Meo in Spy Game, Baciate chi vi pare, Augusto - Il primo imperatore, Verso il sud, Angel - La vita, il romanzo, Il caos da Ana, Perdona e dimentica, Treno di notte per Lisbona
- Angiola Baggi in Swimming Pool, Dexter, Sex List - Omicidio a tre, La duchessa, Broadchurch
- Livia Giampalmo in Zardoz, Stardust Memories, Il verdetto
- Rossella Izzo in Max amore mio, Angel Heart - Ascensore per l'inferno
- Gabriella Borri in The Statement - La sentenza, Immortal Ad Vitam
- Ada Maria Serra Zanetti in Babylon A.D., StreetDance 3D
- Fiorella Betti in Georgy, svegliati
- Laura Gianoli in Giordano Bruno
- Paila Pavese in Sotto la sabbia
- Elda Olivieri in I'll Sleep When I'm Dead
- Ludovica Modugno in Due volte lei - Lemming
- Daniela Nobili in Non lasciarmi
- Elisabetta Cesone ne I colori della passione
- Alessandra Korompay in Cleanskin
- Chiara Sansone in Submergence